# Salim Lamrani
Salim Lamrani é um jornalista, escritor e professor titular da Universidade de la Reunión e doutor em Estudos Ibéricos e Latino-americanos pela Universidade Sorbonne-Paris IV. especialista as relações entre Cuba e Estados Unidos. Seus artigos foram publicados pelo "The Centre for Research on Globalization" de Michel Chossudovsky, the Voltaire Network, Rebelion.org, Latinoamérica, Progreso Weekly, Znet, Vemelho, etc. O ex-presidente da África do Sul, Nelson Mandela, escreveu o prólogo do seu último livro.